# Aragonia (protista)
Aragonia es un género de foraminífero bentónico de la familia Loxostomatidae, de la superfamilia Loxostomatoidea, del suborden Buliminina y del orden Buliminida. Su especie tipo es Aragonia zelandica. Su rango cronoestratigráfico abarca desde el Daniense (Paleoceno inferior) hasta el Luteciense (Eoceno medio).

## Discusión
Clasificaciones previas incluían Aragonia en el suborden Rotaliina del orden Rotaliida.

## Clasificación
Aragonia incluye a las siguientes especies:
- Aragonia anauna †
- Aragonia aragonensis †
- Aragonia daniensis †
- Aragonia janoscheki †
- Aragonia materna †
- Aragonia ouezzanensis †
- Aragonia praearagonensis †
- Aragonia tenera †
- Aragonia velascoensis †
- Aragonia zelandica †